# Controlul statistic al proceselor
Controlul statistic al proceselor (engleză statistical process control, franceză maîtrise statistique des procédés) este o metodă de control al calității care utilizează metode statistice pentru a monitoriza și ține sub control un proces ce realizează produse de serie, de exemplu un proces de fabricație. Aplicarea controlului statistic în timpul procesului de fabricație permite să se constate dacă procesul se desfășoară normal, furnizând exclusiv produse conforme. Obținerea informațiilor necesare unui control statistic se realizează prin prelevarea unor eșantioane de mărime n, la intervale de timp determinate și verificarea uneia sau mai multor caracteristici de calitate a obiectelor sau unităților elementare de sondaj, în scopul de a se constata dacă în cursul procesului de fabricație aceste caracteristici nu se modifică în mod semnificativ. La aplicarea controlului statistic este necesar să se poată acționa asupra procesului, prin efectuarea unor reglaje adecvate, pentru asigurarea desfășurării unui proces normal.
Pentru aplicarea controlului statistic al proceselor (CSP) instrumentele principale sunt fișele de control, diagrama Pareto, proiectarea experimentelor.

## Controlul statistic în timpul procesului de fabricație
La controlul statistic, obiectele din eșantionul de sondaj pot fi controlate prin:
- caracteristici cantitative, măsurabile, de exemplu cote dimensionale; aceste variabile se repartizează, în cele mai multe cazuri, după distribuția normală Gauss, dar este posibilă și o repartiție Poisson, binomială etc.;
- caracteristici calitative sau atributive, de exemplu aspectul;
- numărul de defecte din eșantion sau numărul de defecte pe unitatea elementară de sondaj.

### Cauzele variațiilor în proces
Variațiile caracteristicii de calitate în proces pot fi generate de două categorii de cauze: a) cauze aleatorii, adică datorate numai întâmplării, care sunt independente unele de altele și prezente în permanență. Se mai numesc „cauze comune”; b) cauze „desemnabile” sau „atribuibile” sunt cauze identificabile, asupra cărora este posibil să se acționeze, pentru eliminare. In mod ideal, numai cauzele aleatorii trebuie să fie prezente în proces. Un proces care se desfășoară fără cauze de variație „desemnabile”, astfel încât în proces nu intervin modificări sistematice, se află „în stare de control statistic”, sau pe scurt „sub control”. În caz contrar, procesul este în afara controlului sau este instabil. Când procesul este „sub control”, acesta nu necesită a fi ajustat. Procesul poate fi modificat pentru a introduce îmbunătățiri, însă nu trebuie ajustat când este „sub control”. Dacă instrumentele de monitorizare a procesului au detectat o stare în afara controlului, persoana responsabilă de proces examinează cauza „desemnabilă” și efectuează o modificare pentru a aduce procesul înapoi în stare de control.

### Fișe de control statistic
Fișa de control statistic (Control chart⁠(en)[traduceți]) face distincție între cauzele de variație aleatorii și cele desemnabile, prin alegerea limitelor sale de control: superioară și inferioară. Aceste limite de control sunt calculate utilizând legi de probabilitate astfel încât cauzele de variație foarte improbabile să fie presupuse că se datoresc nu unor cauze aleatorii ci unor cauze desemnabile/atribuibile. Limitele de control sunt alese (calculate) astfel încât aproape toate punctele care reprezintă valorile parametrului statistic al procesului să fie situate între aceste limite atât timp cât procesul rămâne „sub control”. Cele două limite de control, superioară și inferioară, sunt poziționate la distanța 3σ de fiecare parte a liniei medii. Astfel, 99,73 % dintre toate valorile măsurate vor fi situate între aceste două limite.
Utilizarea fișelor de control în monitorizarea proceselor este denumită control statistic al proceselor.
Limitele de control nu trebuie confundate cu limitele de toleranță. În timp ce limitele de control sunt utilizate pentru a determina dacă procesul este în starea de control statistic („sub control”), limitele de toleranță (limitele specificate) sunt valorile specificate ale unei caracteristici care dau limita superioară TS și inferioară TI ale valorilor admise pentru ca produsul să funcționeze în modul intenționat.
Fișele de control statistic pot fi de două tipuri: fișă pentru o singură variabilă sau fișe pentru mai multe variabile (diagrama multi-variabile).
Fișele de control pentru date obținute prin măsurare pot fi de mai multe tipuri:
- fișe de control pentru medii, fișele Xmed;
- fișe de control pentru amplitudine, fișele R, servesc pentru evaluarea variabilității proprii unui proces pe baza amplitudinii subgrupurilor sau eșantioanelor;
- fișe de control pentru abaterea standard a eșantionului, fișe s.

O fișă de control pentru amplitudine se utilizează în mod obișnuit în combinație pe același formular cu o fișă Xmed, obținându-se fișa de control pentru medie și amplitudine. Este foarte mult folosită  deoarece asigură o bună eficacitate a controlului și este mai simplu de aplicat. Fișa de control Xmed-R conține două zone: zona care se referă la Xmed, ce indică valorile medii ale procesului și zona care se referă la R, care indică variațiile amplitudinii procesului. Se utilizează de asemenea fișe de control pentru mediană (Me) și amplitudine (R).
Pentru caracteristici calitative (atributive) produsele sunt clasificate în „corespunzător” și „necorespunzător”, utilizându-se următoarele tipuri de fișe de control statistic:
- fișe de control „np” sunt folosite atunci când caracteristica de calitate este reprezentată de numărul de elemente defective din eșantion. Se referă la articole neconforme (nu numărul total de neconformități);[3]
- fișa de control „p” este folosită atunci când caracteristica de calitate este reprezentată de procentul de unități neconforme sau defective din eșantion; informațiile cu privire la aceste neconformități sunt înscrise deseori pe același grafic (într-un formular asociat), pentru a stabili cauza variației;
- fișa de control c este utilizată pentru a controla și a analiza un proces prin numărul de defecte ale unui produs. Se numește fișă de control prin numărare;
- în cazul unor produse cu mărime variabilă se utilizează fișa de control u care indică numărul de defecte pe unitate. „Mărimea” variabilă a produsului  poate fi lungimea, suprafața, volumul sau zona produsului. De exemplu, în cazul unei țesături se controlează numărul de neregularități de țesere pe o suprafață a țesăturii. Fișa u se numește fișă de control prin măsurare pe unitate.(standard SR ISO 7870:1999) și se utilizează atunci când se dorește să se evidențieze numărul mediu de neconformități pe unitate de produs. Aceste fișe se folosesc pentru analiza și evaluarea proceselor în cazul defectelor prezente în părți de produs care nu sunt separabile unele de altele, de exemplu, bobine de fire, sârmă, bucăți de stofă etc.

Fișele de control c și u pentru numărul de defecte sunt fișe de control prin atribute și se bazează pe distribuția Poisson, adică numărul de defecte în eșantion se supune legii de repartiție Poisson.
Fișele c indică numărul de defecte, atunci când mărimea eșantionului este constantă. Fișele u sunt utilizate pentru studierea proporției neconformităților sau defectelor în cazul produselor de „dimensiuni” variabile, obținându-se numărul de defecte pe unitate de suprafață, de volum etc., de exemplu proporția de neregularități într-o țesătură sau porozitatea într-o peliculă de smalț. 
Fișele de control Xmed -R, np, p etc. se numesc și fișe de control Shewhart, după numele inginerului american Walter A. Shewhart, întemeietorul controlului statistic modern, care în anul 1924 a prezentat prima fișă de control statistic: fișa de tip „p” pentru controlul proporției de unități defecte (standard SR ISO 8258+C1:1999 Fișe de control Shewhart).
Fișe de control speciale. În unele cazuri sunt utilizate alte tipuri de fișe de control, pentru necesități speciale, dintre care:
Fișa de control pentru sumă cumulată (fișa CUMSUM) este o reprezentare cronologică a sumei cumulate a abaterilor unei statistici a eșantioanelor (de exemplu, Xmed, R, numărul de defecte) față de o valoare de referință cum este o specificație nominală sau valoare-țintă. Tendința din fișă se identifică printr-un șablon de decizie sub forma unui V trunchiat care șablon este construit pe baza datelor procesului. Acest șablon este plasat pe fișă și este deplasat când un nou punct este înregistrat pe fișă. Fiecare punct reprezentat pe fișă conține informații din toate observațiile (adică suma cumulată). Fișele CUMSUM sunt utile în particular pentru detectarea unor modificări mici ale mediei procesului, astfel încât este posibilă localizarea în  timp a începerii unei modificări a nivelului mediei.
Fișa de control pentru medie mobilă și amplitudine mobilă. Este o reprezentare cronologică a mediei mobile, calculată ca medie neponderată a ultimelor n observații, în care prima dintre cele n observații precedente este înlocuită cu observația curentă. În acest fel, poate fi calculată o nouă medie, cu fiecare nouă măsurătoare individuală. În unele situații, observațiile individuale (pentru n = 1) sunt reprezentate pe o fișă X, iar amplitudinea mobilă (de obicei n = 2) pe o fișă pentru amplitudine.
Fișa de control pentru medie mobilă ponderată exponențial (fișa EWMA) necesită ca observațiile să fie ponderate cu cea mai mare pondere dată, relativ la cele mai recente date. Fișa EWMA este utilizată pentru a detecta modificări minore în media procesului. Un factor de calcul λ (lambda) este utilizat pentru a face graficul mai mult sau mai puțin sensibil la modificări mici sau la interferențe. λ primește, de obicei, valori între 0,2 și 0,4. Dacă λ=1, valorile mai vechi nu mai au o pondere diferită, iar fișa EWMA devine o fișă X - R. 

### Procedura pentru întocmirea unei fișe de control
Pentru întocmirea unei fișe de control uzuale (Xmed - R, Xmed - s etc.) este necesară parcurgerea următoarelor etape:
- Se selectează caracteristica de calitate pentru aplicarea fișei de control. Se aleg metodele de măsurare care vor furniza categoriile de date pentru diagnoza problemei.
- Se selectează tipul adecvat al fișei de control.
- Se decide asupra mărimii subgrupului (eșantionului) și asupra frecvenței de eșantionare a subgrupurilor. Un sugrup sau eșantion constă din câteva unități de produs. Pentru scopurile controlului proceselor, numărul de unități din interiorul eșantionuluitrebuie ale astfel încât exemplarele să aibă cea mai mare probabilitate de a fi asemănătoare, cu variații datorate numai unor cauze aleatorii. Frecvent se prelevează eșantioane cu efective n=4 sau n=5.  Între eșantioane pot exista variații ale valorii parametrului statistic, datorate cauzelor desemnabile/speciale a căror prezență poate fi detectată.
- Se prelevează date și se înregistrează date (de exemplu, într-un tabel cu date) pentru cel puțin 20...25 subgrupuri (cel puțin 100 date) sau se utilizează date anterioare reprezentative. Pentru măsurare sunt alocate instrumente de măsurare cu ac indicator sau micrometre.
- Se calculează parametrii statistici pentru fiecare eșantion.
- Se determină poziția liniilor de control superioară și inferioară pe baza parametrilor statistici ai eșantioanelor.
- Se construiește o fișă de control la care pe axa orizontală se marchează numărul de ordine al eșantionului și se reprezintă grafic prin puncte valorile numerice ale parametrilor statistici ai eșantioanelor.
- Se examinează reprezentarea grafică pentru a determina punctele din afara limitelor de control și a configurațiilor care indică prezența cauzelor desemnabile (speciale).
- Se decide asupra acțiunilor ulterioare.[5]

Pentru o fișă de control Xmed - R, în funcție de poziția punctelor pe fișa de control, se pot trage următoarele concluzii:
- dacă valorile mediilor aritmetice Xmed sunt situate între limitele de control, procesul de fabricație este stabil ca reglaj;
- dacă valorile amplitudinilor R sunt situate între limitele de control, procesul de fabricație este stabil ca precizie;
- dacă valorile R depășesc limita de control superioară LSC, procesul de fabricație este instabil ca precizie, iar dacă valorile R depășesc limita de control inferioară LIC, mașina-unealtă pe care se prelucrează piesele este mai precisă decât necesită caracteristica urmărită, fiind deci folosită neeconomic.

Instabilitatea preciziei poate apărea atunci când uzura mașinii-unelte este avansată sau când semifabricatele sunt neomogene.
Instabilitatea reglajului poate avea ca surse neverificarea periodică a mașinii-unelte, uzura sculei așchietoare, reglarea necorespunzătoare la dimensiunea de lucru a sculei așchietoare.